# Synopeas cynipsiphilum
Synopeas cynipsiphilum är en stekelart som först beskrevs av William Harris Ashmead 1887.  Synopeas cynipsiphilum ingår i släktet Synopeas och familjen gallmyggesteklar. Inga underarter finns listade i Catalogue of Life.